# 선데이 뉴스플러스
《선데이 뉴스플러스》(SUNDAY NEWS PLUS)는 대한민국 SBS에서 일요일 아침 7시 25분에 방송되었던 SBS의 일요일 아침 주간 매거진 뉴스 프로그램이다.

## 기획 의도 / 개요
- 한 주간의 이슈와 최근 현안을 심층 분석하는 SBS의 일요일 아침 주간 매거진 뉴스 프로그램이다.
- 2007년 5월 6일부터 일요일 아침 7시 35분에 굿모닝 세상은 지금으로 신설되어 45분간 아침 정보 프로그램으로 방송되었으며, 2008년 11월 9일부터 가을 개편으로 현재의 선데이 뉴스플러스로 변경되어 아침 주간 매거진 뉴스로 개편되었다. 이후 2009년 5월 3일부터 일요일 아침 7시 25분으로 변경되었고, 2011년 3월 13일에 SBS의 2011년 봄 개편으로 종영되었다.

## 방송 시간
| 방송 채널 | 방송 기간                        | 방송 시간                              |
| --------- | -------------------------------- | -------------------------------------- |
| SBS       | 2007년 5월 6일 ~ 2009년 4월 26일 | 일요일 아침 7시 35분 ~ 8시 20분 (45분) |
| SBS       | 2009년 5월 3일 ~ 2011년 3월 13일 | 일요일 아침 7시 25분 ~ 8시 10분 (45분) |

## 앵커
- 2대 정성근 前 논설위원 (남)
- 2대 이혜승 아나운서 (여)

### 역대 앵커

#### 남성
| 대수 | 진행자             | 진행 기간                         | 비고 |
| ---- | ------------------ | --------------------------------- | ---- |
| 1대  | 이창섭 前 기자     | 2007년 5월 6일 ~ 2008년 10월 26일 |      |
| 2대  | 정성근 前 논설위원 | 2008년 11월 9일 ~ 2011년 3월 13일 |      |

#### 여성
| 대수 | 진행자             | 진행 기간                         | 비고 |
| ---- | ------------------ | --------------------------------- | ---- |
| 1대  | 윤소영 前 아나운서 | 2007년 5월 6일 ~ 2008년 10월 26일 |      |
| 2대  | 이혜승 아나운서    | 2009년 3월 29일 ~ 2011년 3월 13일 |      |

## 코너

### 헤드라인
헤드라인 코너.

### 현장 속으로
현장 코너.

### 소비자 리포트
생활뉴스 코너.

### 검색어 세상만사
인터넷 정보 코너. 각종 검색어를 보여준다.

### SBS 날씨
일기예보 코너.

## 지역 방송국 프로그램
다음 지역민방 프로그램은 아침 6시 25분 경부터 방송된다.
| 방송국 | 프로그램 타이틀   | 진행자         | 방송국   | 프로그램 타이틀 | 진행자         |
| ------ | ----------------- | -------------- | -------- | --------------- | -------------- |
| GTB    | 열린광장          | 함광복         | TBC, ubc | 테마스페셜      |                |
| TJB    | 좋은세상 열린토론 | 박광기         | CJB      | 이슈&피플       | 이윤영         |
| JTV    | 클릭! 이사람      | 서주영, 유진수 | JIBS     | 잘잘특공대      | 김경태, 장성규 |
| KNN    | KNN 파워토크      | 조승완         | KBC      | 열린토론회      | 김학실         |

## 타이틀 변천사
| 역대 | 타이틀             | 방송 기간                         |
| ---- | ------------------ | --------------------------------- |
| 1대  | 굿모닝 세상은 지금 | 2007년 5월 6일 ~ 2008년 10월 26일 |
| 2대  | 선데이 뉴스플러스  | 2008년 11월 9일 ~ 2011년 3월 13일 |

## 경쟁 프로그램
- KBS 일요뉴스타임 (KBS 2TV)
- MBC 뉴스와 인터뷰 (MBC)